# Filež
Filež (njemački: Nikitsch, mađarski: Füles) je naseljeno mjesto u austrijskoj saveznoj državi Gradišće, administrativno pripada Kotaru Gornja Pulja. Filež je najveće naselje u Gradišću s većinskim hrvatskim stanovništvom. Općini Filež pripadaju i naselja Kroatisch Geresdorf/Gerištof i Kroatisch Minihof/Mjenovo.

## Stanovništvo
Filež prema podacima iz 2010. godine ima 1.453 stanovnika. 2001. godine naselje je imalo 1.562 od čega 1.390 Hrvata, 150 Nijemaca i 15 Mađara.
1. siječnja 2018. u naseljima je živjelo:
- Gerištof - 384 stanovnika
- Mjenovo - 334 stanovnika
- Filež - 687 stanovnika

## Poznate osobe
- Vili Skilić, operni pjevač[3]

## Šport
- SC Filež

## Vanjske poveznice
- Internet stranica naselja